# Jorge Zalszupin
Jorge Zalszupin (Varsovia, Polonia, 1 de junio de 1922-São Paulo, Brasil, 17 de agosto de 2020) fue un arquitecto y diseñador polaco radicado en Brasil.

## Biografía
Llegó a Brasil en la década de 1950 después de escapar de la persecución de los judíos en Polonia y de haber estudiado arquitectura en Rumania.
En 1959 funda L'Atelier en São Paulo, fábrica pionera en la producción de muebles en serie en Brasil. Las sillas utilizadas por los jueces del Supremo Tribunal Federal de Brasil en las audiencias fueron diseñadas por él y la que fue por un tiempo la sede del alcalde de São Paulo, la misma que fue famosa por el hecho de que Fernando Henrique Cardoso se dejara fotografiar considerándose electo ante el Congreso, elecciones de 1985, ganadas por Jânio Quadros. En los años 80 cierra L’Atelier por la crisis económica que vivió Brasil y abandonó el diseño de mobiliario para trabajar, hasta 1986, junto a José Gugliotta en proyectos de arquitectura, desde entonces fue reduciendo poco a poco su ritmo de trabajo y comenzó a pintar. En la actualidad, la firma ETEL produce algunas de sus piezas.
Es considerado uno de los nombres más importantes en su campo en Brasil.

## Vida personal
Murió el 17 de agosto de 2020, a la edad de 98 años.

## Galería de obras

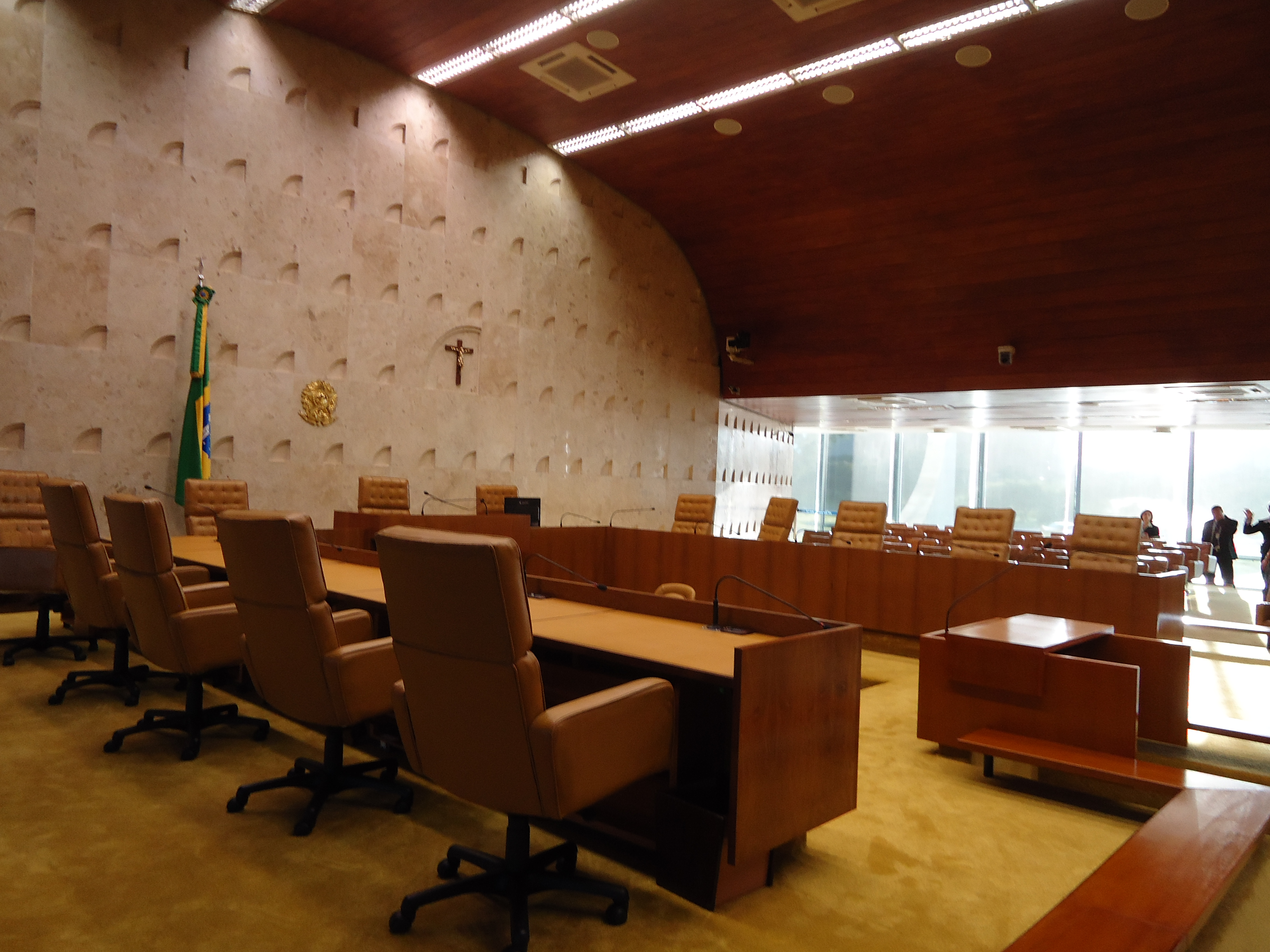
Mobiliário del Supremo Tribunal Federal de Brasil
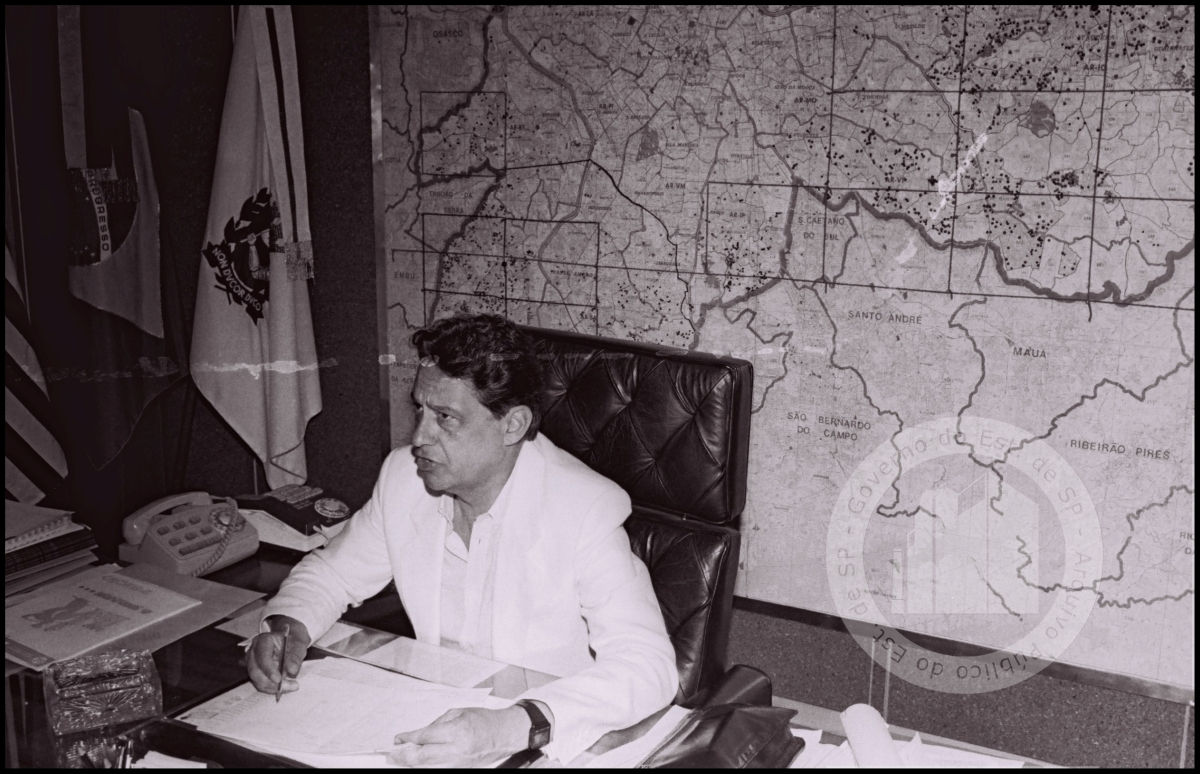
Fernando Henrique Cardoso en la silla del alcalde de São Paulo, (1985).